# جائزة المملكة العربية السعودية للإدارة البيئية
جائزة المملكة العربية السعودية للإدارة البيئية واحدة من أهم وأرفع الجوائز المعنية بالبيئة في الوطن العربي، تمنحها الهيئة العامة للأرصاد وحماية البيئة في المملكة العربية السعودية بالتعاون مع المنظمة العربية للتنمية الإدارية. تهدف الجائزة إلى ترسيخ المفهوم الواسع للإدارة البيئية في الوطن العربي، وتحفيز الدول العربية للاهتمام بمفهوم التنمية المستدامة، وللتعريف بالجهود المتميزة والممارسات العربية والدولية الناجحة في مجال الإدارة البيئية وتعميمها على الدول العربية للاستفادة منها.
وتمثل الجائزة إحدى الدعائم الهامة في تشجيع العمل البيئي ونشر الوعي، وحافزاً لكافة المؤسسات والأفراد نحو تأمين مستقبل أبنائنا في المنطقة العربية ولصالح الإنسانية جمعاء. 

## لمحة تاريخية
برعاية كريمة من خادم الحرمين الشريفين انطلقت «جائزة المملكة العربية السعودية للإدارة البيئية» عام 2004 لتشجيع وتأصيل الممارسات البيئية السليمة اتساقا مع تعاليم ديننا الحنيف.
إن الإدارة البيئية ترمي إلى إدارة النشاط الإنساني لتكون في حدود قوانين الطبيعة، التي خلقها الله متوازنة وقادرة على استيعاب النشاط الإنساني الرشيد، وليس لإدارة البيئة وقوانين الطبيعة لتلبية المتطلبات غير الرشيدة لبني البشر.وفي نفس الوقت فإن الإدارة البيئية لا تهمل سعي الدول والمجتمعات لتعظيم الإنتاج والحاجات الآنية للإنسان، إلا أنها تتناول ذلك بنظرة أكثر شمولية تراعي حقوق الأجيال وتستشرف المستقبل في الاستفادة من الموارد الطبيعية التي خلقها الله وذللها للإنسان.
وتبرز الحاجة إلى تكثيف هذه الجهود الخيرة بسبب تعاظم الأضرار التي لحقت بالبيئة وتصيبها منذ بداية الثورة الصناعية إلى يومنا هذا، وما نعانيه من تآكل في طبقة الأوزون والتغيرات المناخية والتلوث في التربة ومصادر المياه، واندثار سلالات بعض الكائنات وما ينتج عن ذلك من الإضرار بالسلسلة الغذائية التي تعتمد عليها حياة وصحة ورفاهية بني البشر.وعليه فإن هذه الجائزة تهدف إلى ترسيخ مفهوم الإدارة البيئية في الوطن العربي وذلك بتأصيل مبادئ وأساليب الإدارة الحديثة السليمة لحل المشاكل التي تعوق تحقيق التنمية المستدامة. ولتحقيق هذا الهدف السامي فإن الجائزة تمنح إلى البحوث العلمية في الإدارة البيئية والممارسات الريادية في كل من الحكومات ومنظمات القطاع الخاص والمنظمات غير الحكومية في المنطقة العربية.

## أهداف الجائزة
- ترسيخ وتبني المفهوم الواسع للإدارة البيئية في الوطن العربي والقاضي بحسن استغلال الموارد الطبيعية وذلك باستخدام أقل قدر منها للحصول على أكبر إنتاج بحيث ينجم عنه أقل مستوى من النفايات.
- تأصيل مبادئ وأساليب الإدارة البيئية السليمة في مؤسسات وأجهزة القطاعات العربية العامة والخاصة والأهلية.
- تحفيز الدول العربية للاهتمام بمفهوم التنمية المستدامة.
- توضيح الدور الهام للإدارة البيئية في الاقتصاديات العربية وقدرتها التنافسية في التجارة الدولية.
- المساهمة في الجهود الرامية إلى تحقيق مستوى مرتفع لجودة نوعية حياة الشعوب العربية وحق كافة الأجيال العربية في بيئة نظيفة.
- تحفيز وتوجيه البحوث العلمية للاهتمام بمجالات الإدارة البيئية وتطبيقاتها. ونشر نتائج الأبحاث لتعميم الفائدة على الدولة العربية.
- تعزيز آليات للتعاون العربي المشترك في مجال الإدارة البيئية.
- التعريف بالجهود المتميزة والممارسات العربية والدولية الناجحة في مجال الإدارة البيئية وتعميمها على الدول العربية للاستفادة منها.
- استنهاض الجهود للخروج بحلول مبتكرة علمية وعملية للمشاكل البيئية الحالية والمستقبلية.

## حق التنافس
تمنح الجائزة وفق معايير محددة وبعد استيفاء متطلبات التأهيل والجدارة ويتاح التنافس الحر لكافة المعنيين بالإدارة البيئية سواء كانوا أفرادًا أو جماعات أو مؤسسات أو منظمات أو شركات أو هيئات أو جمعيات أو غيرها سواء كانت حكومية أو خاصة أو أهلية (غير حكومية).

## موعد منح الجائزة
تمنح الجائزة كل سنتين ويعلن الموعد المحدد في كل مرة عند الإعلان عن فتح باب الترشيح، كما يعلن عن الموعد النهائي لاستلام الترشيحات، وتقدم في الجلسة الافتتاحية للمؤتمر الإسلامي لوزراء البيئة الذي تنظمه المنظمة الإسلامية للتربية والعلوم والثقافة «إيسيسكو»، ويجوز للجنة العليا للجائزة اختيار أي وقت آخر.

## مجالات الجائزة
تشمل مجالات جائزة المملكة للإدارة البيئية ما يلي:
- أفضل البحوث في مجال الإدارة البيئية وخاصة التي تتناول مشكلات عربية بيئية أو يمكن الاستفادة منها عربياً.
- أفضل تطبيقات الإدارة البيئية في الأجهزة الحكومية بالدول العربية.
- أفضل تطبيقات الإدارة البيئية في القطاع الخاص بالدول العربية.
- أفضل الممارسات الريادية في مجال الإدارة البيئية لجمعيات النفع العام والجمعيات الأهلية التي يمكن تعميمها في العالم العربي.
- أفضل مدينة إسلامية صديقة للبيئة، التي تتوفر فيها الشروط الكافية لتحقيق الاستدامة البيئية والاجتماعية والاقتصادية.[1]

## قيمة الجائزة
- قيمة جائزة الفائز الأول لكل فرع من فروع الجائزة الأربعة: (40000US $) أربعون ألف دولار أمريكي.
- قيمة جائزة الفائز الثاني لكل فرع من فروع الجائزة الأربعة: (20000US $) عشرون ألف دولار أمريكي.
- قيمة جائزة الفائز الثالث لكل فرع من فروع الجائزة الأربعة: (10000US $) عشرة آلاف دولار أمريكي.

يبلغ إجمالي الجائزة 195,000 دولار أمريكي، للفائزين بالجائزة في مجالاتها الأربعة، بالإضافة إلى تقديم الدروع والشهادات.

## معايير التأهل للجائزة

### معايير أفضل البحوث في مجال الإدارة البيئية
- النشر في دورية محكمة مرموقة.
- موضوع البحث وأهميته وحداثته ومنهجيته.
- النتائج والتوصيات ومدى إمكانية الاستفادة منها في مجال الإدارة البيئية في الوطن العربي.
- أي مزايا ذات صبغة خاصة.

### معايير أفضل تطبيقات الإدارة البيئية في الحكومات المركزية العربية والمحليات والبلديات التابعة لها
- آثار تطبيقات الإدارة البيئية على الصحة.
- آثار تطبيقات الإدارة البيئية على النمو الاقتصادي.
- آثار تطبيقات الإدارة البيئية على حماية الموارد الطبيعية من الاستنزاف والتلوث.
- آثار تطبيقات الإدارة البيئية على الكفاءة الاقتصادية، ومكافحة الفقر وتأمين سبل الترزق.
- آثار تطبيقات الإدارة البيئية على الأطر المؤسسية.

### معايير أفضل تطبيقات الإدارة البيئية في منظمات القطاع الخاص العربية
- آثار تطبيقات الإدارة البيئية على الصحة.
- آثار تطبيقات الإدارة البيئية على إنتاجية العامل.
- آثار تطبيقات الإدارة البيئية على حماية الموارد الطبيعية من الاستنزاف التلوث.
- آثار تطبيقات الإدارة البيئية على تسويق منتجات المؤسسة.
- آثار تطبيقات الإدارة البيئية على القدرة التنافسية للمؤسسة.
- مدى رضا المستهلك بعد تطبيق نظم الإدارة البيئية.
- مدى رضا العاملون بالمؤسسة وعلاقته بتطبيق نظم الإدارة البيئية.

### معايير أفضل الممارسات الريادية لجمعيات النفع العام والجمعيات الأهلية التي يمكن  تعميمها في العالم العربي
- أثر المبادرة البيئية على صحة المواطنين.
- أثر المبادرة البيئية على سبل ترزق المواطنين.
- دور المواطنين المحليين في المبادرة.
- تأثير المبادرة على الإدارة المحلية وصناعة القرار.
- أثر المبادرة على قضايا البيئة العالمية.
- إمكانية تكرارها في منطقة أخرى.

## شروط وضمانات الترشيح
- أن تكون الأبحاث المقدمة منشورة ومحكمة، وأن لا يكون قد مضى على تاريخ نشرها أكثر من ثلاث سنوات.
- يجب أن يكون مجال البحث في الوطن العربي.
- يجب أن يتضمن طلب الترشيح موافقة كتابية من جميع الباحثين المشاركين، وتحديد اسم مَن يصدر باسمه شيك مكافأة الفوز.
- يجب تضمين إقرار كتابي بعدم حصول العمل المتقدم على أية جوائز أخرى.
- يتم تقديم ترشيحات الجهات أو الأفراد إلى أمانة اللجنة الفنية للجائزة ولا يجوز التقدم بأكثر من ترشيح واحد من نفس الجهة.
- يرفق بالترشيح السيرة الذاتية للمرشح.
- يرفق بالترشيح تقرير عن العمل المرشح باستخدام النموذج المعتمد لذلك.
- لا يجوز لأعضاء هيئة التحكيم ترشيح أنفسهم أو ذويهم خلال فترة عضويتهم بهيئة المحكمين.
- لا يجوز للفائزين التقدم للجائزة في دورتها التالية لفوزهم، ويمكنهم التقدم للدورة التي تليها بأعمال مختلفة.
- يشترط للتأهيل لنيل الجائزة قيام الشخصية القانونية قبل إعلان النتيجة.

## اختيار الفائزين
- يتم اختيار الفائزين طبقًا لتوصيات هيئة المحكمين.
- تكون توصيات هيئة المحكمين بأغلبية ثلثي الأعضاء.
- يجوز أن تمنح الجائزة الواحدة لأكثر من فرد أو تنظيم مؤسسي.
- في حالة وفاة فائز من الأفراد يجوز منح الجائزة المقرة له إلى ورثته الشرعيين.

## الهيكل التنظيمي للجائزة
الجهاز القائم على الجائزة يتكون من:
- اللجنة العليا للجائزة.
- هيئة التحكيم.
- أمانة اللجنة الفنية: المنظمة العربية للتنمية الإدارية.

## وصلات خارجية
- الأمير تركي بن ناصر يوزع جوائز المملكة في إدارة البيئة
- جائزة المملكة العربية السعودية، موقع جامعة مستغانم (الجزائر).
- جائزة سعودية للإدارة البيئية، جريدة المستقبل(لبنان 2009).
- هيئة البيئة بأبوظبي تفوز بجائزة السعودية للإدارة البيئية
- أمانة الرياض تتسلم جائزة المملكة للإدارة البيئية